# テレネット シューティング コレクション
『テレネット シューティング コレクション』は、2023年6月8日にエディアより発売のNintendo Switch用ゲームソフト。
2025年8月28日に第2弾となる『テレネット シューティング コレクションII』が発売予定。

## 概要
日本テレネットの知的財産権を獲得したエディアは『ヴァリスコレクションシリーズ』、『コズミック・ファンタジーCOLLECTION』のノウハウを蓄積した際、ファンからその他の日本テレネットタイトルを移植や現行機での試遊を求められたり、シリーズ化の実績が無いタイトルの移植を要望する声が高まった事から日本テレネット創立40周年の節目のタイミングで、移植を行うプロジェクト「テレネットリバイバル」を発足。第1弾として本作が選ばれた。
2022年11月22日から同年の12月26日18時までMakuakeで目標金額を3百万円までと設定したが最終的に314万4000円になりサポーターが210人を突破し、予定通り目標金額達成することになった。
2023年12月7日に、収録各作品のダウンロード版が個別に発売された。

## 収録タイトル
★は家庭用初移植タイトル。
テレネット シューティング コレクション
- グラナダ
- アヴェンジャー
- ガイアレス
- サイキックストーム★

テレネット シューティング コレクションII
- キアイダン00
- ファイナルゾーンII
- ブロウニング
- レギオン